# Christian Bale
Christian Charles Philip Bale (sinh ngày 30 tháng 1 năm 1974 tại Haverfordwest, Pembrokeshire, Wales) là một nam diễn viên người Anh. Được biết đến với sự linh hoạt và khả năng biến đổi hình thể thường xuyên để thực hiện các vai diễn của mình, anh là người đảm nhận nhiều vai diễn chính trong các bộ phim thuộc nhiều thể loại. Bale là người nhận được nhiều giải thưởng khác nhau, bao gồm một giải Oscar và hai giải Quả cầu vàng. Tạp chí Time đã đưa anh vào danh sách 100 người có ảnh hưởng nhất thế giới năm 2011.
Sinh ra ở Wales với cha mẹ là người Anh, Bale có vai diễn đột phá ở tuổi 13 trong bộ phim chiến tranh Empire of the Sun năm 1987 của đạo diễn Steven Spielberg. Sau hơn một thập kỷ thể hiện các vai chính và phụ trong các bộ phim, anh đã được công nhận rộng rãi hơn nhờ vai diễn kẻ giết người hàng loạt Patrick Bateman trong bộ phim hài đen American Psycho (2000) và vai chính trong bộ phim kinh dị tâm lý The Machinist (2004). Năm 2005, Bale đóng vai siêu anh hùng Bruce Wayne / Người Dơi trong Batman Begins và thể hiện vai diễn này trong các phần tiếp theo The Dark Knight (2008) và The Dark Knight Rises (2012), nhận được sự hoan nghênh cho màn trình diễn của anh trong cả ba bộ phim, đây là một trong những loạt phim có doanh thu cao nhất.
Bale tiếp tục tham gia các vai chính trong nhiều bộ phim ngoài vai Người Dơi, bao gồm bộ phim truyền hình cổ trang The Prestige (2006), bộ phim hành động Terminator Salvation (2009), bộ phim tội phạm Public Enemies (2009), bộ phim sử thi Exodus: Gods and Kings (2014) và phim cổ trang The Promise (2016). Với vai diễn võ sĩ quyền anh Dicky Eklund trong bộ phim tiểu sử The Fighter năm 2010, Bale đã giành được giải Oscar và giải Quả cầu vàng. Những năm sau đó, các đề cử giải Oscar và giải Quả cầu vàng đã đến với anh qua các vai diễn trong bộ phim hài đen American Hustle (2013) và phim tiểu sử The Big Short (2015) và Vice (2018). Các vai diễn chính trị gia Dick Cheney của Bale trong Vice và tay đua xe Ken Miles trong bộ phim thể thao Ford v Ferrari (2019) lần lượt mang về cho anh chiến thắng thứ hai và đề cử thứ năm tại giải Quả cầu vàng.

## Đời tư

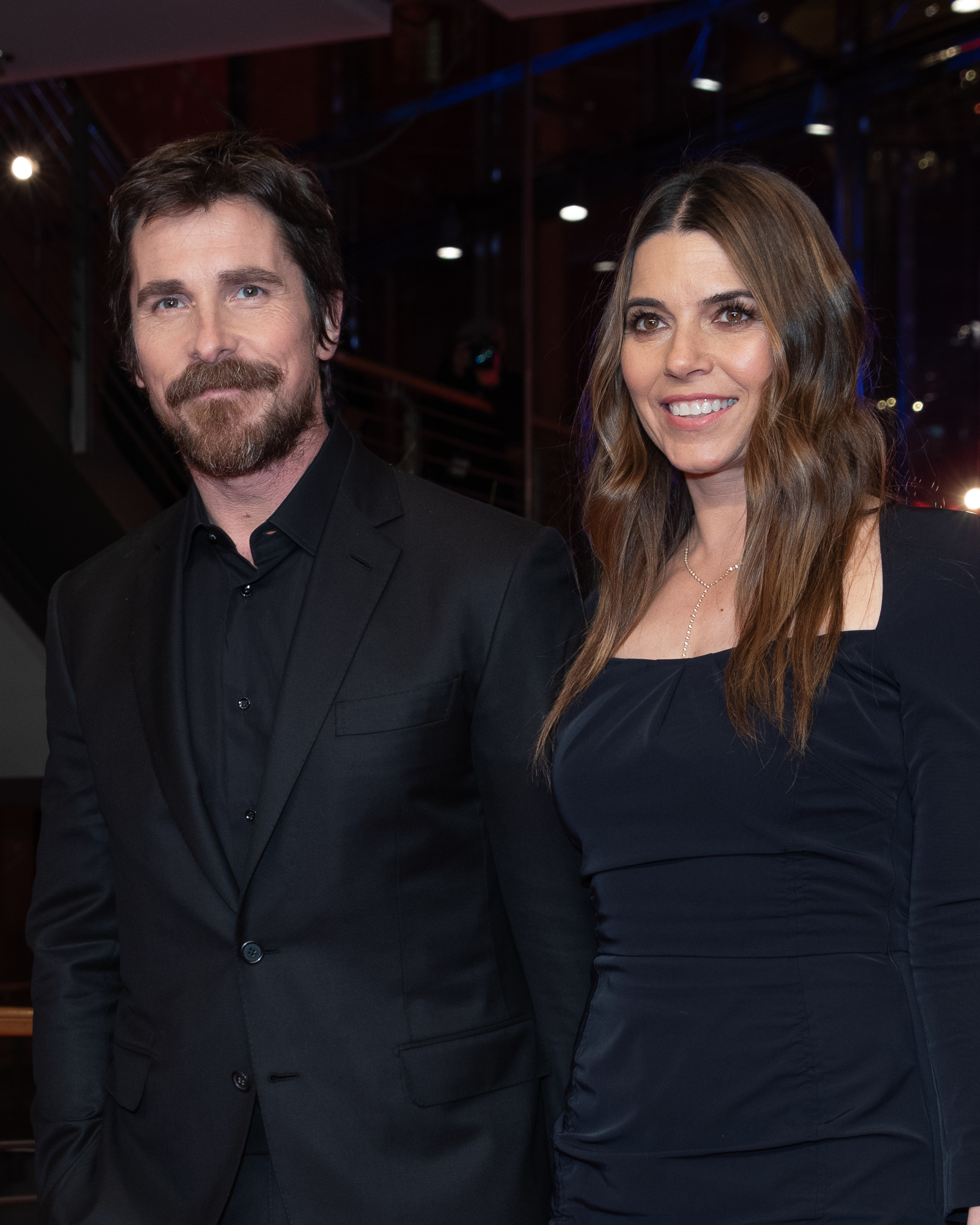
Bale và vợ, Sibi Blažić, tại Liên hoan phim Quốc tế Berlin lần thứ 69.

Bale sống ở Los Angeles từ những năm 1990. Anh ấy có quốc tịch Hoa Kỳ. Bale kết hôn với Sandra "Sibi" Blažić, một cựu người mẫu, tại Las Vegas vào ngày 29 tháng 1 năm 2000. Cặp đôi có một con gái và một con trai. Năm 2000, Bale trở thành con riêng của nhà nữ quyền Gloria Steinem sau cuộc hôn nhân của bà với cha anh, người đã qua đời năm 2003 vì ung thư hạch não.
Bale ăn chay từ năm 7 tuổi nhưng đến năm 2009 cho biết anh "hiện tại đã ăn chay và không ăn chay". Anh ta đã ngừng ăn thịt đỏ sau khi đọc cuốn sách thiếu nhi Charlotte's Web. Một nhà hoạt động vì quyền động vật, ông ủng hộ các tổ chức Greenpeace, World Wide Fund for Nature , Doris Day Animal League, Dian Fossey Gorilla Fund International và Redwings Horse Sanctuary. Trong khi quảng cáo The Flowers of War vào tháng 12 năm 2011, Bale và một nhóm từ mạng truyền hình CNN, đã cố gắng đến thăm Chen Guangcheng, một luật sư mù chân trần bị hạn chế , tại một ngôi làng ở miền đông Trung Quốc. Anh ta buộc phải rút lui sau khi xô xát với lính canh tại một trạm kiểm soát. Cuối cùng, Bale đã gặp Chen tại một bữa ăn tối do tổ chức phi lợi nhuận Human Rights First tổ chức vào năm sau, trong đó anh ấy đã trao cho Chen một giải thưởng. Bale lồng tiếng cho câu chuyện của Chen trong podcast của Tổ chức Ân xá Quốc tế, Theo lời của chính họ .
Ngày 22 tháng 7 năm 2008, Bale bị bắt tại London sau khi mẹ anh và chị gái Sharon trình báo anh với cảnh sát vì một cáo buộc hành hung tại một khách sạn. Anh ta được tại ngoại. Bale phủ nhận các cáo buộc và sau đó gọi vụ việc là "một vấn đề cá nhân sâu sắc". Vào ngày 14 tháng 8, Cơ quan truy tố Crown tuyên bố họ sẽ không thực hiện thêm hành động nào chống lại anh ta vì "không đủ bằng chứng để đưa ra một viễn cảnh kết tội thực tế".

## Danh sách phim

### Điện ảnh
| Films that have not yet been released | Denotes films that have not yet been released |

| Năm  | Tiêu đề                      | Vai diễn                   | Ghi chú                   | Nguồn         |
| ---- | ---------------------------- | -------------------------- | ------------------------- | ------------- |
| 1987 | Mio in the Land of Faraway   | Yum Yum                    |                           | [ 1 ]         |
| 1987 | Empire of the Sun            | Jim Graham                 |                           | [ 2 ] [ 3 ]   |
| 1989 | Henry V                      | Falstaff's Boy             |                           | [ 4 ]         |
| 1992 | Newsies                      | Jack Kelly                 |                           | [ 5 ]         |
| 1993 | Swing Kids                   | Thomas Berger              |                           | [ 6 ]         |
| 1994 | Prince of Jutland            | Prince Amled               |                           | [ 7 ]         |
| 1994 | Little Women                 | Theodore "Laurie" Laurence |                           | [ 8 ]         |
| 1995 | Pocahontas                   | Thomas                     | Voice                     | [ 9 ]         |
| 1996 | The Portrait of a Lady       | Edward Rosier              |                           | [ 10 ]        |
| 1996 | The Secret Agent             | Stevie                     |                           | [ 11 ]        |
| 1997 | Metroland                    | Chris Lloyd                |                           | [ 12 ]        |
| 1998 | Velvet Goldmine              | Arthur Stuart              |                           | [ 13 ]        |
| 1998 | All the Little Animals       | Bobby Platt                |                           | [ 14 ]        |
| 1999 | A Midsummer Night's Dream    | Demetrius                  |                           | [ 15 ]        |
| 2000 | American Psycho              | Patrick Bateman            |                           | [ 16 ]        |
| 2000 | Shaft                        | Walter Wade Jr.            |                           | [ 17 ]        |
| 2001 | Captain Corelli's Mandolin   | Mandras                    |                           | [ 18 ]        |
| 2002 | Laurel Canyon                | Sam                        |                           | [ 19 ]        |
| 2002 | Reign of Fire                | Quinn Abercromby           |                           | [ 20 ]        |
| 2002 | Equilibrium                  | John Preston               |                           | [ 21 ]        |
| 2004 | The Machinist                | Trevor Reznik              |                           | [ 22 ]        |
| 2004 | Howl's Moving Castle         | Howl Pendragon             | Voice; English dub        | [ 23 ]        |
| 2005 | Batman Begins                | Bruce Wayne / Người Dơi    |                           | [ 24 ]        |
| 2005 | The New World                | John Rolfe                 |                           | [ 25 ]        |
| 2005 | Harsh Times                  | Jim Davis                  | Also executive producer   | [ 26 ]        |
| 2006 | Rescue Dawn                  | Dieter Dengler             |                           | [ 27 ]        |
| 2006 | The Prestige                 | Alfred Borden / Fallon     |                           | [ 28 ]        |
| 2007 | 3:10 to Yuma                 | Dan Evans                  |                           | [ 29 ]        |
| 2007 | I'm Not There                | Jack Rollins / Pastor John |                           | [ 30 ]        |
| 2008 | The Dark Knight              | Bruce Wayne / Người Dơi    |                           | [ 31 ]        |
| 2009 | Terminator Salvation         | John Connor                |                           | [ 32 ]        |
| 2009 | Public Enemies               | Melvin Purvis              |                           | [ 33 ]        |
| 2010 | The Fighter                  | Dicky Eklund               |                           | [ 34 ]        |
| 2011 | The Flowers of War           | John Miller                |                           | [ 35 ]        |
| 2012 | The Dark Knight Rises        | Bruce Wayne / Người Dơi    |                           | [ 36 ]        |
| 2013 | Out of the Furnace           | Russell Baze               |                           | [ 37 ]        |
| 2013 | American Hustle              | Irving Rosenfeld           |                           | [ 38 ]        |
| 2014 | Exodus: Gods and Kings       | Moses                      |                           | [ 39 ]        |
| 2015 | Knight of Cups               | Rick                       |                           | [ 40 ]        |
| 2015 | The Big Short                | Michael Burry              |                           | [ 41 ]        |
| 2016 | The Promise                  | Christopher "Chris" Myers  |                           | [ 42 ]        |
| 2017 | Song to Song                 |                            | Scenes deleted            | [ 43 ]        |
| 2017 | Hostiles                     | Captain Joseph J. Blocker  |                           | [ 44 ]        |
| 2018 | Mowgli: Legend of the Jungle | Bagheera                   | Voice and motion capture  | [ 45 ]        |
| 2018 | Vice                         | Dick Cheney                |                           | [ 46 ]        |
| 2019 | Ford v Ferrari               | Ken Miles                  |                           | [ 47 ]        |
| 2022 | Thor: Love and Thunder       | Gorr the God Butcher       |                           | [ 48 ]        |
| 2022 | Amsterdam                    | Burt Berendsen             | Nhà sản xuất              | [ 49 ]        |
| 2022 | The Pale Blue Eye            | Augustus Landor            | Nhà sản xuất              | [ 50 ] [ 51 ] |
| 2023 | The Boy and the Heron        | Maki Shoichi               | Lồng tiếng, bản tiếng Anh | [ 52 ]        |

### Truyền hình
| Năm  | Tiêu đề                        | Vai diễn          | Ghi chú         | Nguồn  |
| ---- | ------------------------------ | ----------------- | --------------- | ------ |
| 1986 | Anastasia: The Mystery of Anna | Alexei            | Television film | [ 53 ] |
| 1987 | Heart of the Country           | Ben Harris        | 4 episodes      | [ 54 ] |
| 1990 | Treasure Island                | Jim Hawkins       | Television film | [ 55 ] |
| 1991 | A Murder of Quality            | Tim Perkins       | Television film | [ 56 ] |
| 1999 | Mary, Mother of Jesus          | Jesus of Nazareth | Television film | [ 57 ] |

### Trò chơi điện tử
| Năm  | Tiêu đề       | Vai lồng tiếng       | Nguồn         |
| ---- | ------------- | -------------------- | ------------- |
| 2005 | Batman Begins | Bruce Wayne / Batman | [ 58 ] [ 59 ] |